# Araçaí
Araçaí là một đô thị thuộc bang Minas Gerais, Brasil. Đô thị này có diện tích 185,764 km², dân số năm 2007 là 2384 người, mật độ 12,2 người/km².